# Tübingen
För andra betydelser, se Tübingen (olika betydelser).

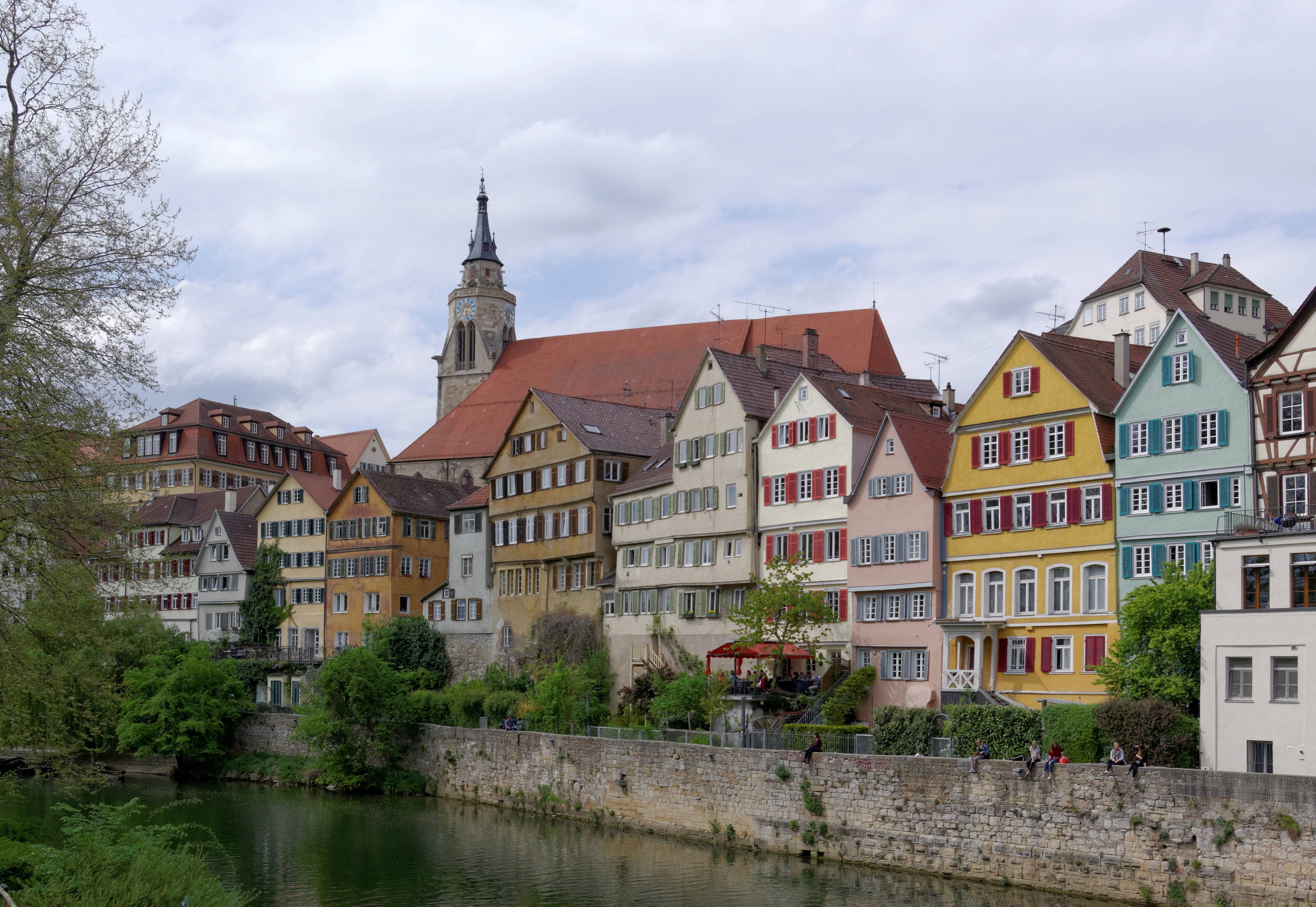
Tübingen.

Tübingen (Universitätsstadt Tübingen) är en stad  i delstaten Baden-Württemberg i sydvästra Tyskland, vid floden Neckar, omkring 30 kilometer sydväst om Stuttgart.
Folkmängden uppgår till cirka 93 600 invånare, på en yta av 108,12 kvadratkilometer.
Tübingen nämns som en stark fästning 1078. Det tillhörde grevarna av Tübingen fram till 1342, då det genom köp övergick till grevarna av Württemberg. Då staden 1688 intogs av fransmännen förstördes fästningsverken. Slottet på en höjd, Hohentübingen, är från 1000-talet men ombyggt i renässansstil. I staden finns flera äldre byggnader, bland annat en gotisk stiftskyrka från 1470-1490 och ett rådhus från 1435.
I staden finns framställning av elektromotorer, maskiner, träarbeten och textilvaror. Tübingen är en kultur- och utbildningsstad med det välkända Eberhard Karls universitet grundat 1477, ett Max-Planck-institut i biologi och sedan 1999 även en högskola för kyrkomusik. I staden finns också flera bokförlag.
Friedrich Hölderlin bodde här från 1807 och fram till sin död 1843. Han ligger begravd på Stadtfriedhof.

## Befolkningsutveckling
| Befolkningsutvecklingen i Tübingen 1975–2015 | Befolkningsutvecklingen i Tübingen 1975–2015 | Befolkningsutvecklingen i Tübingen 1975–2015 | Befolkningsutvecklingen i Tübingen 1975–2015 | Befolkningsutvecklingen i Tübingen 1975–2015 |
| -------------------------------------------- | -------------------------------------------- | -------------------------------------------- | -------------------------------------------- | -------------------------------------------- |
|                                              |                                              |                                              |                                              |                                              |
| År                                           |                                              |                                              | Folkmängd                                    | Areal (ha)                                   |
| 1975                                         | 1975                                         |                                              | 71 348                                       | 10 812                                       |
| 1980                                         | 1980                                         |                                              | 73 132                                       |                                              |
| 1985                                         | 1985                                         |                                              | 75 825                                       | 10 813                                       |
| 1990                                         | 1990                                         |                                              | 80 372                                       |                                              |
| 1995                                         | 1995                                         |                                              | 81 769                                       | 10 812                                       |
| 2000                                         | 2000                                         |                                              | 81 347                                       |                                              |
| 2005                                         | 2005                                         |                                              | 83 496                                       |                                              |
| 2010                                         | 2010                                         |                                              | 88 358                                       |                                              |
| 2015                                         | 2015                                         |                                              | 87 464                                       |                                              |
|                                              |                                              |                                              |                                              |                                              |